# La emboscadura
La emboscadura es un ensayo de Ernst Jünger publicado en 1951 que trata de responder a la pregunta ¿cómo se comportan las personas ante y dentro de la catástrofe?. Como «caminante del bosque», Jünger describe a una persona que es mentalmente independiente de la sociedad circundante y es capaz de resistir si el estado respectivo es o se convierte en criminal. La emboscadura forma parte de una serie de ensayos en los que Jünger abordó la situación política de su época en los años cincuenta.[cita requerida]

## Contenido
El punto de partida es una consideración de unas elecciones dirigidas de tal manera que ya no exista una alternativa real y se logre una aprobación del 98%. Algunos de los aspectos citados, como los trabajadores electorales uniformados, la propaganda estatal o las sugestivas papeletas de votación, recuerdan a las falsas elecciones en dictaduras, pero Jünger no limita explícitamente la descripción a tales. El dos por ciento de las personas que votan «no», son los posibles caminantes del bosque. Jünger coloca al caminante del bosque, al emboscado, junto al trabajador y los soldados desconocidos entre las grandes figuras de nuestro tiempo. 
Que un caminante del bosque tenga que ofrecer resistencia es la excepción. En casos normales, Jünger asume: «En general, las instituciones y las regulaciones relacionadas con ellas forman una base viable; está en el aire lo que es correcto y lo que es costumbre. Por supuesto que hay violaciones, pero también hay juzgados y policías». Sin embargo, debe «el emboscado» esperar desde el principio con la posibilidad y estar preparado para ser que los cambios y él eventualmente se enfrenten a un sistema criminal: «Pero no puede restringirse a reconocer la verdad y el bien en el piso superior, mientras que en el Keller (sótano), la piel se despega de otras personas».
En una dictadura, no sería prudente expresar una objeción abiertamente, solo te llevaría a la cárcel. Al mismo tiempo, al estandarizar la vida política, una dictadura facilita que las personas que caminan por el bosque atraigan la atención. «Los símbolos se iluminan especialmente en documentos monótonos». Un «no» en la pared de una casa puede ser suficiente como provocación o apelación. O una simple «E» para «emboscados» o Esperanza. Cuando la violencia se vuelve necesaria, libra una guerra partidista con ataques y sabotajes. «Puede incluso paralizar ejércitos, como se vio en el ejército napoleónico en España».
Si el caminante del bosque se resiste, siempre está fuera del respectivo sistema legal estatal, sea el que sea. Por tanto, no puede esperar que sus motivos mitiguen la pena. Por lo tanto, tiene derecho a sus acciones solo en un sentido ético, nunca antes de la jurisprudencia del estado respectivo.

## Recepción
La filósofa Thea Dorn señaló que la imagen de Jünger de «el emboscado» tenía sus raíces en el mito del bosque alemán; el libro contiene el «vínculo más radical entre bosque y libertad» en la literatura alemana. El caminante del bosque es un «partidario igualmente elitista y solitario que se rebela contra las órdenes del mundo administrado». También a partir de lo mítico y parecido a un cuento de hadas, Jünger desarrolla un pensamiento central «que definitivamente vale la pena no olvidar: el pensamiento de que el bosque es el lugar donde todos se enfrentan a sus miedos primarios».
Golo Mann, que había rechazado por completo al "Arbeiter" de Jünger, escribió al autor poco después de la aparición del sendero forestal:

Es un libro hermoso lleno de conocimientos profundos y verdaderos y formulaciones muy hermosas [...] Algunas páginas de la caminata por el bosque muestran que el autor está muy bien y profundamente informado políticamente. Mi objeción es la siguiente: hay un E.J. que quiere ayudar. Hay otro E.J., mayor, que quiere mirar, que estetiza: Y hay algo de esto, el autor del  Trabajador , en el  Caminata del bosque : [...] Y me parece que tú trabajos más recientes podrían prescindir de estas categorías.

 El libro también se entendió como una expresión del distanciamiento de Jünger de la política en general: «Como se indica en los acantilados de mármol, hay una lección decisiva que Jünger cree que puede extraer del nacionalsocialismo, que es dar la espalda a toda la política entendida y practicada convencionalmente. [...] Su contramodelo a un panorama político en el que "todos los cargos son igualmente nulos" y las elecciones se han convertido en una mera farsa, toma la forma de un llamado a educar a la élite».